# Fontana Records
Fontana Records — європейський лейбл звукозапису, заснований у 1950-ті роки.
Компанію Fontana Records було започатковано у Франції у 1950-ті роки спочатку як інді-лейбл, а потім як частину голандської корпорації Philips. Серед перших виконавців, чиї записи виходили на лейблі — британські гурти Manfred Mann, Dave Dee, Dozy, Beaky, Mick & Tich та Spencer Davis Group.
Протягом 1960-х років Fontana Records видавали альбоми американських виконавців лейблу Vanguard, таких як Джоан Баез та Country Joe and the Fish. Саме тут починали свою кар'єру Джиммі Пейдж з Led Zeppelin, гурти The Who та Slade (під назвами «The High Numbers» та «Ambrose Slade»). Одним з хітів, який мав виходити на Fontana Records, була скандально відома пісня Джейн Біркін та Сержа Генсбура «Je t'aime… moi non plus», яку через еротичний вміст заборонили транслювати на радіостанціях Великої Британії (врешті решт пісню видав інді-лейбл Major Minor).
Наприкінці 1960-х років лейбл Fontana Records було закрито через реструктуризацію британської частини Philips на користь Vertigo Records та Mercury Records. Проте в 1990-ті роки його було відновлено як частину Mercury; на ньому виходили альбоми гуртів Tears for Fears та Was (Not Was), співачки Олети Адамс та інших артистів.